# Катран Тебрізі
Катран Тебрізі (перс. قطران تبريزى, 1012 — пом. після 1072) — перський поет. Писав на західноперському діалекті.

## Біографія
Катран Тебрізі народився в 1012 році в селі Шадіабад неподалік від Тебриза. Повне ім'я поета Абу Мансур Катран аль-Джилі аль-Азербайджані. Початкову освіту здобув у Шадіабаді, потім навчався в Тебризі. Катран Тебрізі після завершення освіти прибув в Арран в місто Гянджа. Незабаром був запрошений в палац курдської династії Шеддадідів. На чолі держави в той час стояв Абу-л-Хасан Лашкарі і поет свої твори присвячував йому. У 1042 році став свідком руйнівного землетрусу в Тебризі. У 1046 році в Тебризі поет зустрівся з великим перським поетом і філософом Насіром Хосровом. У своєму знаменитому творі «Сафарнама» Насір Хосров також розповідає про свою зустріч з поетом по імені Катран. Катран прожив якийсь час у Нахічевані і служив у палацах місцевих правителів після чого знову повернувся в Тебриз. Ще за життя в багатьох країнах Сходу він був визнаний як талановитий поет, мудрий філософ і вчений. Помер у Тебризі і був похований на знаменитому Мавзолеї поетів.

## Творчість
Творчість Тебрізі охоплює середину XI століття. Писав з юних років, є автором творів «Ковс-наме», «Гуш-наме», «Вамік і Азра» та великого «Дивана», що складається головним чином з касидів. Поетична форма касида займала в його творчості значне місце. Творчість Тебрізі високо оцінював середньоазіатський поет XII століття Рашидаддін Ветват. У його творах збереглися деякі дані про історичні події регіону того періоду. Так, наприклад, в одному з віршів Катран Тебрізі повідомляє про візит в Гянджу правителя емірату Раввадидів Абу Мансура Вахсудані, в інших творах розповідає про набіги огузів.
Зробив внесок у перську лексикографію. Невеликий тлумачний словник, який нині не зберігся, був складений, мабуть, між 1046 і 1064 роками. За деякими даними містив приблизно 300 слів. Про це словника повідомляє Насір Хосров.